# جان دابلیو. هولمز
جان دابلیو. هولمز (انگلیسی: John W. Holmes؛ ‏ ۱۲ آوریل ۱۹۱۷ – ۲۵ مهٔ ۲۰۰۱) تدوین‌گر اهل ایالات متحده آمریکا بود.

## گزیدهٔ فیلم‌شناسی
- اینچئون (۱۹۸۱)
- پاپای (۱۹۸۰)
- جاذبه آندرومدا (۱۹۷۱)
- الماس‌ها همیشگی‌اند (۱۹۷۱)
- تنها بازی در شهر (۱۹۷۰)
- خداحافظ چارلی (۱۹۶۴)